# Maevia rhinoceros
Maevia rhinoceros är en spindelart som beskrevs av Johan Coenraad van Hasselt 1877. Maevia rhinoceros ingår i släktet Maevia och familjen hoppspindlar. Inga underarter finns listade i Catalogue of Life.